# Elkhart (Illinois)
Elkhart es una villa ubicada en el condado de Logan en el estado estadounidense de Illinois. En el Censo de 2010 tenía una población de 405 habitantes y una densidad poblacional de 106,96 personas por km².

## Geografía
Elkhart se encuentra ubicada en las coordenadas 40°0′50″N 89°28′31″O / 40.01389, -89.47528. Según la Oficina del Censo de los Estados Unidos, Elkhart tiene una superficie total de 3.79 km², de la cual 3.76 km² corresponden a tierra firme y (0.62%) 0.02 km² es agua.

## Demografía
Según el censo de 2010, había 405 personas residiendo en Elkhart. La densidad de población era de 106,96 hab./km². De los 405 habitantes, Elkhart estaba compuesto por el 98.02% blancos, el 0% eran afroamericanos, el 0% eran amerindios, el 0.49% eran asiáticos, el 0.49% eran isleños del Pacífico, el 0.25% eran de otras razas y el 0.74% pertenecían a dos o más razas. Del total de la población el 3.21% eran hispanos o latinos de cualquier raza.